# Hildegardis-Schule Hagen
Die Hildegardis-Schule in Hagen ist ein staatlich anerkanntes, katholisches Gymnasium für die Sekundarstufen I und II in Trägerschaft des Erzbistums Paderborn. 

## Geschichte

### Gründung der Schule
Die ursprüngliche Mädchenschule wurde 1925 aufgrund mehrfacher Initiative katholischer Eltern aus Hagen, das noch 1898 zu 85 % katholisch war, mit der Unterstützung des preußischen Landtagsabgeordneten Joseph Baumhoff und des Hagener Landgerichtsdirektors und Stadtrats Heinrich Oebike, beide Mitglieder der Zentrumspartei, gegründet.
Die Gründung erfolgte Ostern 1925 von den Augustiner Chorfrauen im Michaelskloster zu Paderborn.

### Bis zum Zweiten Weltkrieg
In den Jahren bis 1931 musste die Schule zusehends stärker mit Platzmangel im bisherigen Gebäude kämpfen. Daher wurde am 22. Februar 1928 der Startschuss für ein neues Gebäude gegeben, das auf einem Grundstück mit ausreichen Platz für erneute Ausdehnung errichtet werden sollte: den Schrebergärten des Funckeparks. Der Grundstein trägt dabei die Aufschrift des Leitspruchs des Augustiner-Chorherrn Pierre Fourier:
Omnibus prodesse, obesse nemini. (lat. Allen nützen, niemandem schaden.)
Mit der Genehmigung des Kultusministeriums zum Oberlyzeum der Hildegardis-Schule 1931 kommt es 1934 zum ersten Abitur.
Bereits 1938 ließen sich die Vorhersehungen des Zweiten Weltkrieges spüren: Der Schulleitung wurde die Aufnahme neuer Sextanerinnen verboten, und 120 Beamtenkinder werden zwangsweise entlassen.

### Die Zeit des Weltkriegs
Als Hagen 1939 fest in der Hand der Nationalsozialisten war, kam es zur Umwandlung der Klassenräume in ein Wohnheim für berufstätige Arbeiter. Der Unterricht musste eingestellt werden, und die Schwestern wurden entweder im Wohnheim oder in Gemeinden beschäftigt.
Am 15. März 1945 wurde die Schule bei einem schweren Bombenangriff auf die Industriestadt vollständig zerstört, so dass den Schwestern nichts als die Flucht aus Hagen blieb.

### Wiederaufbau
Zum Fest des Augustiner Chorherrn Fourier am 7. Juli 1945 kehrten die Schwestern zurück und begannen mit den Planungen für den Wiederaufbau. Am 9. Januar 1946 konnte der Unterricht nur unter schweren personellen und finanziellen Bedingungen mit drei Klassen wiederaufgenommen werden. Dabei wurden erstmals auch evangelische Schülerinnen aufgenommen. Eine Ausbildung mit Abitur schien dennoch erneut in weite Ferne gerückt zu sein.
Erst 1964 graduierten 20 Schülerinnen mit dem Abitur, nachdem das mittlerweile neusprachliche Gymnasium 1961 die Erlaubnis zum Aufbau einer Oberstufe erneut erhalten hatte.

### Nachkriegszeit bis heute
Ab den 1950er-Jahren wurde mehr und mehr auf die Ökumene gesetzt. So werden heute in jedem neuen Jahrgang, der über die Zeit hinweg jedes Jahr drei bis vier Klassen umfasst, auch 25 bis 30 % evangelische Schülerinnen und Schüler angenommen.
Im Zuge der Modernisierung ließ man in den Achtziger-Jahren auch die ersten männlichen Schüler zu, es begann die Koedukation. Die Spuren des Mädchengymnasiums spiegeln sich jedoch noch heute in der geschlechtlichen Aufteilung in den Klassen wider: Noch immer sind circa zwei Drittel der Schülerschaft weiblich.
Im Jahr 2000 wurde der Konvent der Augustiner-Chorfrauen aus Personalmangel aufgegeben, die Schule ging in die Trägerschaft des Erzbistums Paderborn über.

### Kündigung und Strafbefehl gegen langjährigen Schulleiter
Am 4. Januar 2018 wurde der damalige Schulleiter durch das Erzbischöfliche Generalvikariat auf unbestimmte Zeit vom Dienst freigestellt, nachdem im Dezember 2017, dem Anfangsverdacht einer Straftat folgend, bei einer Hausdurchsuchung ein Datenträger sichergestellt wurde.
Im August 2018 wurde ein Strafbefehl gegen den Schulleiter wegen Besitzes jugendpornografischer Bilder rechtskräftig, der eine achtmonatige, zur Bewährung ausgesetzte Haftstrafe und 10.000 Euro Geldbuße beinhaltete. Außerdem wurde ihm die fristlose Kündigung ausgesprochen.

## Gebäude
Zu der eigentlichen Schule und dem Kloster, das 1931 fertiggestellt wurde, wurde wegen Platzmangels 1950 angebaut. Zehn Jahre später, 1960, wurden eine Turnhalle, ein Gymnastikraum, der sogenannte Y-Trakt, in dem Fachräume für Physik und Chemie Platz finden und ein neuer Konferenzraum angebaut. Die bisher letzte bautechnische Änderung, die 1975 fertiggestellt wurde, umfasste die Aula, neue Klassenräume und ein neues Kloster, das den Grundbau ersetzte. Zu dem Schulgelände gehören außerdem ein Klostergarten und ein weitläufiger Schulhof mit einem Cafeteriagebäude.
An dem 11. Mai 2011 gab das Erzbistum Paderborn bekannt, dass eine grundlegende Sanierung und Umgestaltung des Schulgebäudes beschlossen wurde. Der in einem begrenzt ausgeschriebenen Architektenwettbewerb mit dem ersten Preis ausgezeichnete Entwurf des Architekturbüros Lamott + Lamott (Stuttgart) wird seit dem Sommer 2014 umgesetzt. Weil er einen Abriss großer Teile des bisherigen Schulgebäudes – mit Ausnahme des ältesten Teils – enthält, zog die Schule in ein vormals von der Deutschen Telekom genutztes Gebäude gegenüber dem Otto-Ackermann-Platz, wo von 2014 bis 2017 der Unterricht erteilt wurde. Seit dem 30. August 2017 findet der Unterricht planmäßig in dem neu gestalteten Gebäude an der Zehlendorfer Straße 19 statt.

## Podcast
Schulseelsorger Christian Haase und Laura Joneleit veröffentlichen seit Mai 2020 regelmäßig Ausgaben von „Der Rest ist Hausaufgabe“. Der Podcast, der bereits über mehr als 50 Episoden verfügt, soll nicht nur über Aktuelles informieren, sondern auch einen Einblick hinter die Kulissen der Schule bieten. Eine Ausgabe ist durchschnittlich eine Stunde lang und wurde auch bereits vor Publikum in einem Livestream und vor Ort in der Studiobühne der Schule ausgeführt.